# كيت رايت
كيت رايت (بالإنجليزية: Kit Wright)‏ هو كاتب وشاعر بريطاني، ولد في 17 يونيو 1944 في Crockham Hill ‏ في المملكة المتحدة.